# Skjutljust
Skjutljust är ett begrepp inom jakt som är uppfyllt när ljusförhållandena är tillräckligt goda för att vilt skall kunna fällas. Detta är av betydelse vid gryning och skymning.